# Casa Josep Ferrer i Torralbas
La Casa Josep Ferrer i Torralbas, anomenada originalment Villa Anita en honor de la dona del seu propietari, la cubana Ana Dalmau Portuondo (neta dels comtes de Santa Inés), és un edifici d'estil eclèctic de la garrafenca vila de Sitges. Està situat al número 33 del carrer Santiago Rusiñol. Va ser bastit el 1900 per l'arquitecte Gaietà Buïgas i Monravà. És una obra inclosa en l'Inventari del Patrimoni Arquitectònic de Catalunya.

## Descripció
L'edifici consta de planta baixa, un pis i golfes. Presenta una composició simètrica i es compon de tres cossos, el central dels quals es troba en un segon pla. A la planta baixa d'aquest cos principal es troba la porta d'accés, precedida per un vestíbul amb un gran arc escarser. A la part superior d'aquest vestíbul hi ha una terrassa, a la qual donen les tres obertures allindanades del primer pis. A pis de les golfes hi ha una finestra d'arc de mig punt. El dos cossos laterals presenten obertures rectangulars a les dues plantes principals. Les cobertes són a dues vessants i la del cos central és perpendicular a les altres dues i paral·lela a la línea de façana.

## Història
La casa va ser una comanda de Josep Ferrer i Torralbas (1848-1919), un sitgetà que s'establí a Santiago de Cuba i es dedicà al negoci de les mines. A Catalunya va ser un dels socis fundacionals del "Vichy Catalán" i primer president d'aquesta societat. El seu germà Càstul Ferrer també emigrà a Cuba on, a més dedicar-se al comerç i a la mineria, ocupà diversos càrrecs públics i militars. Aquest edifici va ser construït l'any 1900 segons projecte de Gaietà Buïgas i Monravà, seguint l'estètica de l'eclecticisme amb predomini fonamentalment dels elements d'inspiració gòtica. És una de les tres obres sitgetanes més importants d'aquest arquitecte, juntament amb Can Virella i Can Blai. En el seu origen, l'edifici es trobava envoltat d'un ampli jardí, desaparegut en l'actualitat i substituït per altres edificacions. Actualment propietat de la familia Andreu.